# Locomotiva FS 645
Le locomotive del gruppo 645 costituivano una serie di 24 macchine con tender, a vapore saturo e semplice espansione a tre assi motori accoppiati e carrello anteriore, costruite dalle Officine Meccaniche di Milano, che le Ferrovie dello Stato acquisirono in seguito alla mancata consegna alle ferrovie rumene che le avevano ordinate nell'imminenza della prima guerra mondiale.

## Storia
Le locomotive erano state ordinate dalle ferrovie della Romania alla fabbrica milanese di locomotive a vapore OM, Officine Meccaniche alle soglie della prima guerra mondiale in seguito all'impossibilità di ordinazioni alle fabbriche tedesche, loro abituali fornitrici, impegnate nelle forniture belliche. Il progetto era probabilmente dell'ufficio studi della Hanomag.
Le unità, in numero di 24, non poterono tuttavia essere consegnate a causa del conflitto in corso per cui, rimaste in Italia, vennero acquisite dalle FS verso la fine delle ostilità, tra 1917 e 1918, ricevendo l'immatricolazione come gruppo FS 645. Vennero assegnate al deposito locomotive di Voghera e successivamente al Genio Ferrovieri per il servizio sulla ferrovia Aosta-Chivasso..

## Caratteristiche
Le locomotive del gruppo 645 FS erano a vapore saturo e a semplice espansione con 2 cilindri esterni e distribuzione a cassetto con meccanismo del tipo Walschaerts. 
La massa delle locomotive era, in assetto di servizio, di 59,8 t di cui 46,8 costituivano quelle aderenti. 
Il tender era a carrelli con massa complessiva di 38,5 t. Il carico di carbone era di 6 t mentre il carico d'acqua era di 15 m³.
Le locomotive sviluppavano 870  hp continui al cerchione a velocità di 45 km/h.
La velocità massima raggiungibile era di 65 km/h.